# Akusekijima
Akusekijima (en japonés: 悪石島?) es una isla volcánica situada en la Islas Tokara en la parte norte de la islas Ryukyu, Japón. La mayor parte de la isla está rodeada por acantilados. El acceso a la isla se limita al "Ferry Toshima", que sólo funciona dos veces a la semana y el viaje dura 11 horas desde Kagoshima.
Esta pequeña isla tiene sólo 77 habitantes y todos ellos dependen de la lluvia como su principal fuente de agua. Los residentes que poseen coches tienen que comprar bidones de gasolina, que les son enviados desde Kagoshima, además desde esa localidad se les envían los comestibles y otras necesidades de abastecimiento.
La isla es un pequeño volcán de 584 metros de altura.